# Elster-Pleiße-Kanal
Der Elster-Pleiße-Kanal (auch Dampfschiffahrts-Canal) war eine von 1864 bis 1880 bestehende schiffbare Verbindung des Elstermühlgrabens mit dem Pleißemühlgraben in Leipzig.

## Verlauf
Der Kanal begann an der Elster zwischen der Elster- und der Poniatowskibrücke und wandte sich nach Osten. Nach kurzer Strecke folgte er dem Verlauf des ehemaligen Diebesgrabens, der die Grenze zwischen Gerhards und Lehmanns Garten bildete. Nördlich verlief parallel ab 1864 die neue Lessingstraße, gekreuzt von der 1865 entstandenen Canalstraße (ab 1881 Teil der Thomasiusstraße), die mit einer Brücke über den Kanal führte. Westlich von dieser sorgte eine Schleuse, die erste in Leipzig, für den Höhenausgleich von etwa zwei Metern zwischen den Mühlgräben. Nach etwa 375 Metern erreichte der Kanal den Pleißemühlgraben neben der Barfußmühle.

## Geschichte
1863 beschlossen die Erben Wilhelm Gerhards (1780–1858), des letzten Besitzers von Gerhards Garten, dieses Gelände zu parzellieren und durch den Verkauf der Grundstücke die Erweiterung der westlichen Vorstadt Leipzigs zu ermöglichen. Zur Bebauung musste aber der Gartenteich verfüllt und das sumpfige Gelände befestigt und angehoben werden. Das Material dazu zu liefern, bot der Leipziger Unternehmer Carl Heine (1819–1888) an. Er war ab 1856 dabei, im westlich gelegenen Plagwitz den späteren Karl-Heine-Kanal zu errichten, wobei entsprechender Aushub anfiel.

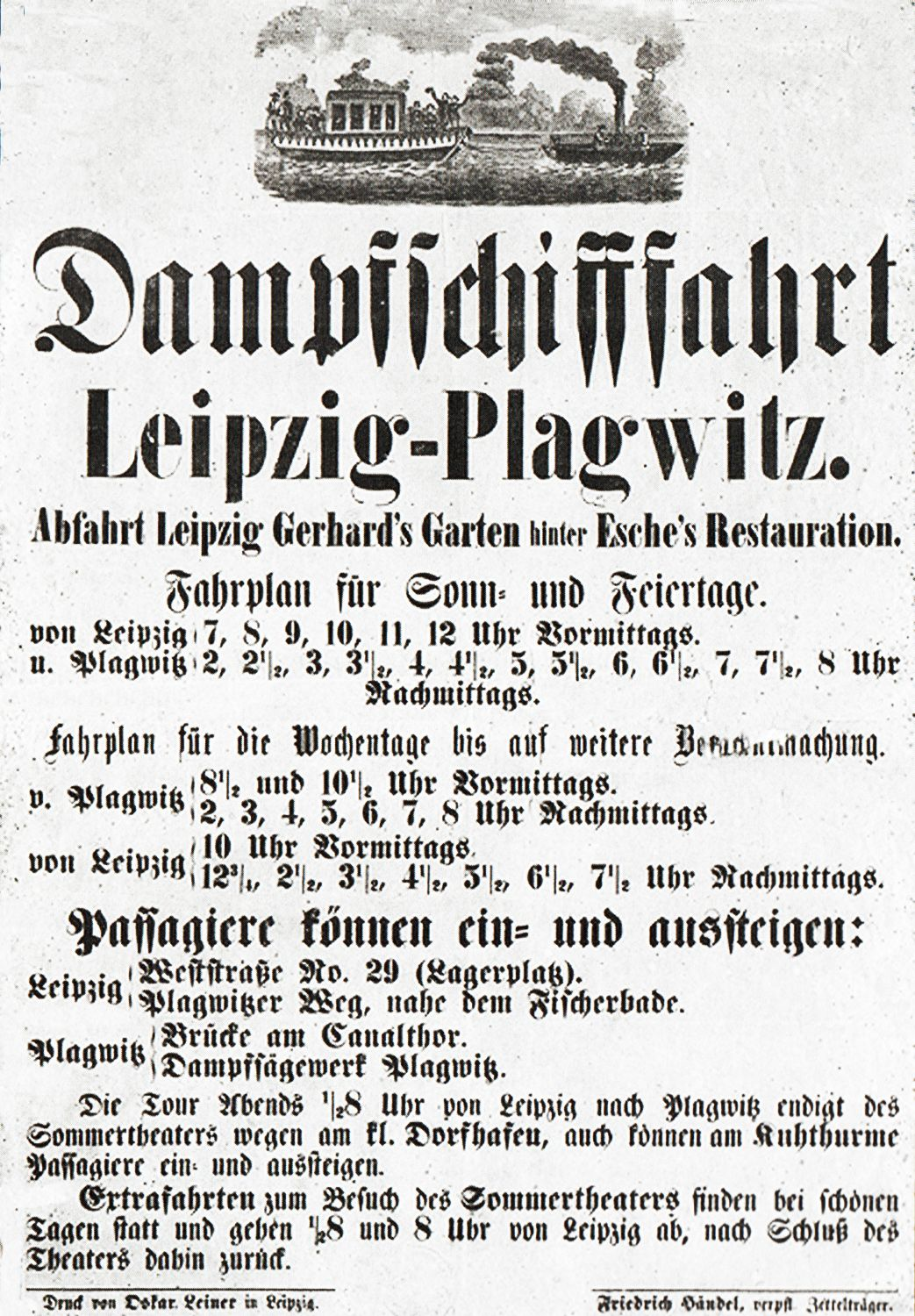
Werbung für die Personen-Schifffahrt (um 1870)

Heine sorgte aber auch gleich für den Antransport des Materials. Den Elstermühlgraben hatte er bereits schiffbar gemacht. Am 1. Juli 1863 kaufte er circa 9500 Quadratmeter Land in Gerhards Garten und begann mit dem Bau des oben beschriebenen Kanals und der Schleuse. Nach weniger als einem Jahr, am 25. Juni 1864, wurde mit einem Schiffskorso vom Pleißemühlgraben bis nach Plagwitz die neue Wasserstraße feierlich eröffnet.
Der Materialtransport erfolgte mit über 30 Meter langen Lastkähnen, die von dampfbetriebenen Schleppern mit Schraubenantrieb gezogen wurden. So wurden auch Güter von den Leipziger Bahnhöfen billiger als mit Pferdewagen nach dem industriell aufstrebenden Plagwitz und umgekehrt transportiert. Aber auch Personenverkehr fand statt. Täglich pendelten dampfgetriebene Personenschiffe im Stundentakt zwischen der Leipziger Altstadt und Plagwitz. Die Schiffe stammten aus der Dresdner Schiffswerft von Ernst Otto Schlick (1840–1913).
Nach dem Sinken des Transportaufkommens durch den Plagwitzer Bahnanschluss wurde der Güterverkehr auf dem Kanal bereits 1870 wieder eingestellt, zehn Jahre später auch der Personenverkehr. Danach wurde der Kanal in Etappen wieder verfüllt und die Brücke abgebrochen. Auf einem Stadtplan von 1882 erinnert nichts mehr an den Kanal.